# Pseudopanurgus bakeri
Pseudopanurgus bakeri är en biart som först beskrevs av Cockerell 1896.  Pseudopanurgus bakeri ingår i släktet Pseudopanurgus och familjen grävbin. Inga underarter finns listade i Catalogue of Life.